# یانوش برزوزوفسکی (ورزشکار)
یانوش برزوزوفسکی (انگلیسی: Janusz Brzozowski؛ زادهٔ ۲۹ ژوئن ۱۹۵۱) بازیکن هندبال اهل لهستان است.